# Maximilian Wallerath
Maximilian Wallerath (* 12. September 1941) ist ein deutscher Rechtswissenschaftler und war von 1996 bis 2007 Lehrstuhlinhaber an der Ernst-Moritz-Arndt-Universität Greifswald.

## Leben
Wallerath studierte von 1961 bis 1965 Rechtswissenschaft an den Universitäten Köln und Münster. Es folgten sein erstes Staatsexamen 1965, seine Promotion 1968 an der Universität Köln zum Thema "Die Selbstbindung der Verwaltung. Freiheit und Gebundenheit durch den Gleichheitssatz" und sein zweites Staatsexamen 1969. Im Anschluss daran war er bis 1971 als wissenschaftlicher Assistent am interdisziplinären Institut für Sozialrecht der Ruhr-Universität Bochum tätig. Von 1972 bis 1975 war er Kanzler der Fachhochschule Bochum, von 1975 bis 1995 Direktor des Studieninstituts für kommunale Verwaltung im Regierungsbezirk Köln.
Wallerath habilitierte 1986 in Trier. 1991 erhielt er einen Ruf auf die Gründungsprofessur „Öffentliches Recht I mit Nebengebieten“ an der Universität Halle/Saale, 1995 den Ruf auf eine Universitätsprofessur für Öffentliches Recht an der Universität Greifswald. Von 1996 bis 2007 war Wallerath Inhaber des Lehrstuhls Öffentliches Recht, Sozialrecht und Verwaltungslehre an der Universität Greifswald. 1997 bis 2009 war er zudem Mitglied des Landesverfassungsgerichts des Landes Mecklenburg-Vorpommern. Zum 1. April 2007 ist Wallerath in den Ruhestand getreten; am 12. Juli 2007 hielt er seine Abschiedsvorlesung.
Wallerath hat an den Universitäten Bochum (Juristische Fakultät sowie Fakultät für Sozialwissenschaft), Trier, Halle an der Saale, Greifswald und Ljubljana sowie an verschiedenen Verwaltungs- und Wirtschaftsakademien gelehrt. Von 1996 bis 2006 war er Berater der Kommission für gesellschaftliche und soziale Fragen, von 2006 bis 2016 Berater der Kommission für caritative Fragen der Deutschen Bischofskonferenz. Daneben war er in verschiedenen weiteren Funktionen (Gutachter, Sachverständiger und Mediator) tätig.